# Lindigia
Lindigia là một chi rêu trong họ Brachytheciaceae.